# Ptilodexia punctipennis
Ptilodexia punctipennis là một loài ruồi trong họ Tachinidae.